# Jürgen Lämmle

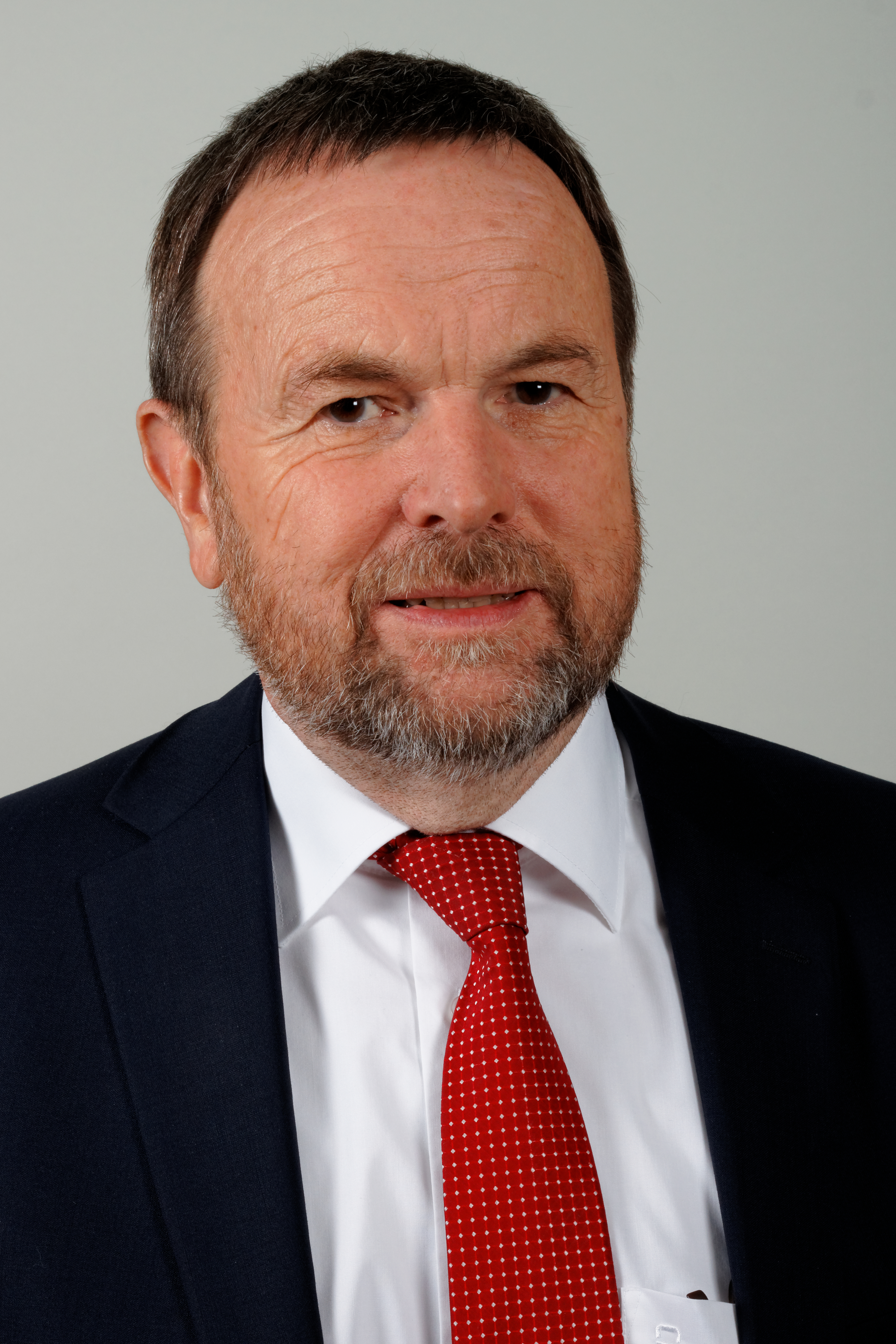
Jürgen Lämmle (2013)

Jürgen Lämmle (* 1952 in Stuttgart-Bad Cannstatt) ist ein deutscher politischer Beamter (SPD).

## Leben
Lämmle wuchs im Rems-Murr-Kreis auf und studierte Verwaltungswissenschaft an der Universität Konstanz. Anschließend arbeitete er als Parlamentarischer Berater bei der SPD-Fraktion im Landtag von Baden-Württemberg. 1991 wechselte er zum Innenministerium Baden-Württemberg. Dort war er von 1992 bis 1996 unter Minister Frieder Birzele Leiter der Zentralstelle und zuletzt bis 1998 Bereichsleiter für Innere Verwaltungsreform in der Stabsstelle für Verwaltungsreform. Von 1998 bis 2011 war Lämmle Erster Beigeordneter sowie Sozial- und Kulturbürgermeister von Göppingen.
2011 wurde Lämmle als Nachfolger von Thomas Halder zum Ministerialdirektor und Amtschef des Ministeriums für Arbeit und Sozialordnung, Familie, Frauen und Senioren Baden-Württemberg berufen. Nach der Bildung des grün-schwarzen Kabinetts Kretschmann II wurde er im Mai 2016 in den einstweiligen Ruhestand versetzt. Ihm folgte Wolf-Dietrich Hammann nach.
Lämmle trat 1973 der SPD bei. Auf kommunalpolitischer Ebene war er Mitglied des Kreistags des Landkreises Göppingen und von 2009 bis 2019 Mitglied der Regionalversammlung des Verbands Region Stuttgart. Zudem war er von 2016 bis 2018 Vorsitzender des Göppinger SPD-Ortsvereins.